# Isorahka
Isorahka är en sumpmark i Finland. Den ligger i Letala i landskapet Egentliga Finland, i den sydvästra delen av landet, 200 km väster om huvudstaden Helsingfors.